# رفع ربلة الساق

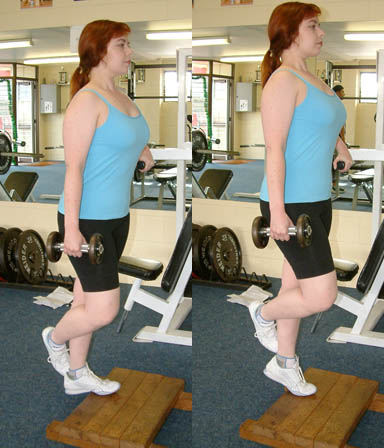

رفع ربلة الساق (بالإنجليزية: Calf raises)‏ هي طريقة لتمرين عضلة الساق، عضلة ظنبوبية خلفية، عضلة نعلية في الطرف السفلي. يتم عبر ثني الأخمصي وبالتالي تمدد الكاحل.